# Oswald Zappelli
Oswald Zappelli (27. oktober 1913 – 3. april 1968 i Lausanne) var en schweizisk fægter som deltog i de olympiske lege 1948 i London og 1952 i Helsingfors.
Zappelli vandt en sølvmedalje i fægtning under Sommer-OL 1948 i London. Han kom på en andenplads i den individuelle konkurrence i kårde efter Luigi Cantone fra Italien.
Fire år senere, under Sommer-OL 1952 i Helsingfors kom han på en tredjeplads i den individuelle konkurrence i kårde og han var også med på det schweizisk hold som kom på en tredjeplads i holdkonkurrencen i kårde efter Italien og Sverige.